# Ramkot
Ramkot fou un estat tributari protegit del tipus talukdari, a Oudh, limitat al nord per Sitapur, a l'est per Khairabad, al sud per Machhrehta, i a l'oest per Misrikh. Tenia uns 52 km² i una població el 1881 de 7.666 habitants. La capital era Ramkot la fundació de la qual la llegenda atribueix a rama durant el seu exili, situada a uns 10 km de Sitapur. Els sobirans (talukdars) eren rajputs janwars descendents d'un cap que havia adquirit el territori el 1707 per conquesta als kachheres.